# Kunduz (distrikt)
Kunduz (persiska: قندوز, Qonduz; کندز, Konduz) är ett distrikt i Afghanistan. Det ligger i provinsen Kunduz, i den nordöstra delen av landet, 250 kilometer norr om huvudstaden Kabul. Administrativ huvudort är Kunduz.
Distriktet beräknades år 2022 ha cirka 384 000 invånare.